# کیهی (هاوایی)
کیهی (به انگلیسی: Kihei) یک منطقهٔ مسکونی در ایالات متحده آمریکا است که در شهرستان ماویی، هاوایی واقع شده‌است. کیهی ۳۰٫۲ کیلومتر مربع مساحت و ۲۰٬۸۸۱ نفر جمعیت دارد و ۱ متر بالاتر از سطح دریا قرار دارد.